# Neidpath Viaduct
Der Neidpath Viaduct ist ein ehemaliger Eisenbahnviadukt nahe der schottischen Kleinstadt Peebles in der Council Area Scottish Borders. Das heute nur noch von Fußgängern genutzte Bauwerk wurde 1971 in die schottischen Denkmallisten in der höchsten Denkmalkategorie A aufgenommen. Des Weiteren bildet es zusammen mit dem nahegelegenen South Park Wood Railway Tunnel ein Denkmalensemble der Kategorie B.

## Geschichte
Bauherr des Viadukts war die Symington, Biggar and Broughton Railway. Bei Eröffnung der Brücke 1864 war die Gesellschaft bereits Teil der Caledonian Railway. Der Neidpath Viaduct bildete einen Teil der Hauptstrecke der Caledonian Railway zwischen Glasgow und Carlisle. Mit der Schließung der Strecke in den 1950er Jahren wurde der Viadukt noch einige Jahre genutzt, bevor er in den 1960er Jahren obsolet wurde. Heute dient er als Fußgängerbrücke. 2011 wurde der Neidpath Viaduct in das Register gefährdeter denkmalgeschützter Bauwerke in Schottland aufgenommen. Sein Zustand wurde im selben Jahr jedoch als gut bei mäßiger Gefährdung eingestuft.

## Beschreibung

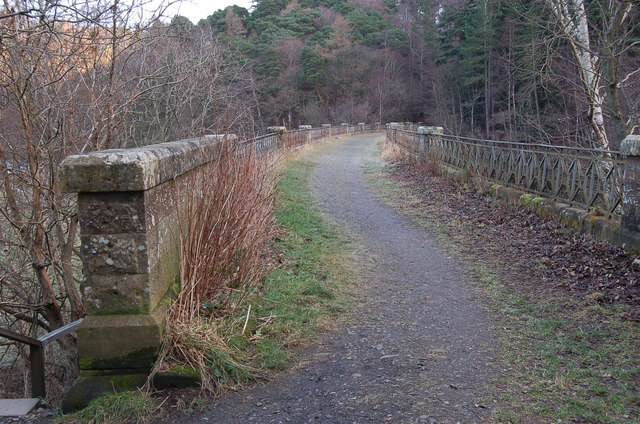
Fußgängerweg über den Viadukt

Der Neidpath Viaduct quert den Tweed rund 1,5 km westlich von Peebles. Der Mauerwerksviadukt überspannt den Fluss mit acht ausgemauerten Rundbögen. Diese weisen lichte Weiten von 9,9 m bei einer maximalen lichten Höhe von 9,8 m auf. Auf Grund seiner Lage innerhalb einer Kurve mit einem Radius von 402 m ist der Viadukt geschwungen. Die Fassaden der Steinbogenbrücke sind, wie auch die heraustretenden Pfeilern mit ihren abgerundeten Eisbrechern, mit bossierten Steinquadern verkleidet. Ein gusseisernes Geländer begrenzt die Brücke.